# ハル・リンデン
ハル・リンデン（Hal Linden、1931年3月20日 - ）は、アメリカ合衆国の俳優。

## 出演作品
- SUPERNATURAL　スーパーナチュラル シーズン8
- LAW & ORDER　クリミナル・インテント シーズン2
- グロウ　長寿のハイエナ
- ロックフォードの事件メモ／間違えられた男
- キラーズ・イン・ザ・ハウス／真夜中の来訪者
- カリブは最高！
- 監禁／戦慄のユートピア
- ドリーム・ブレイカー
- 素晴らしきニューヨーカーたちへ
- ＳＦスターフライト I
- ラブボート／恋の豪華客船
- 離婚専科
- ＮＹ犯罪地図／アンタッチャブル・コップス